# André Kuipers

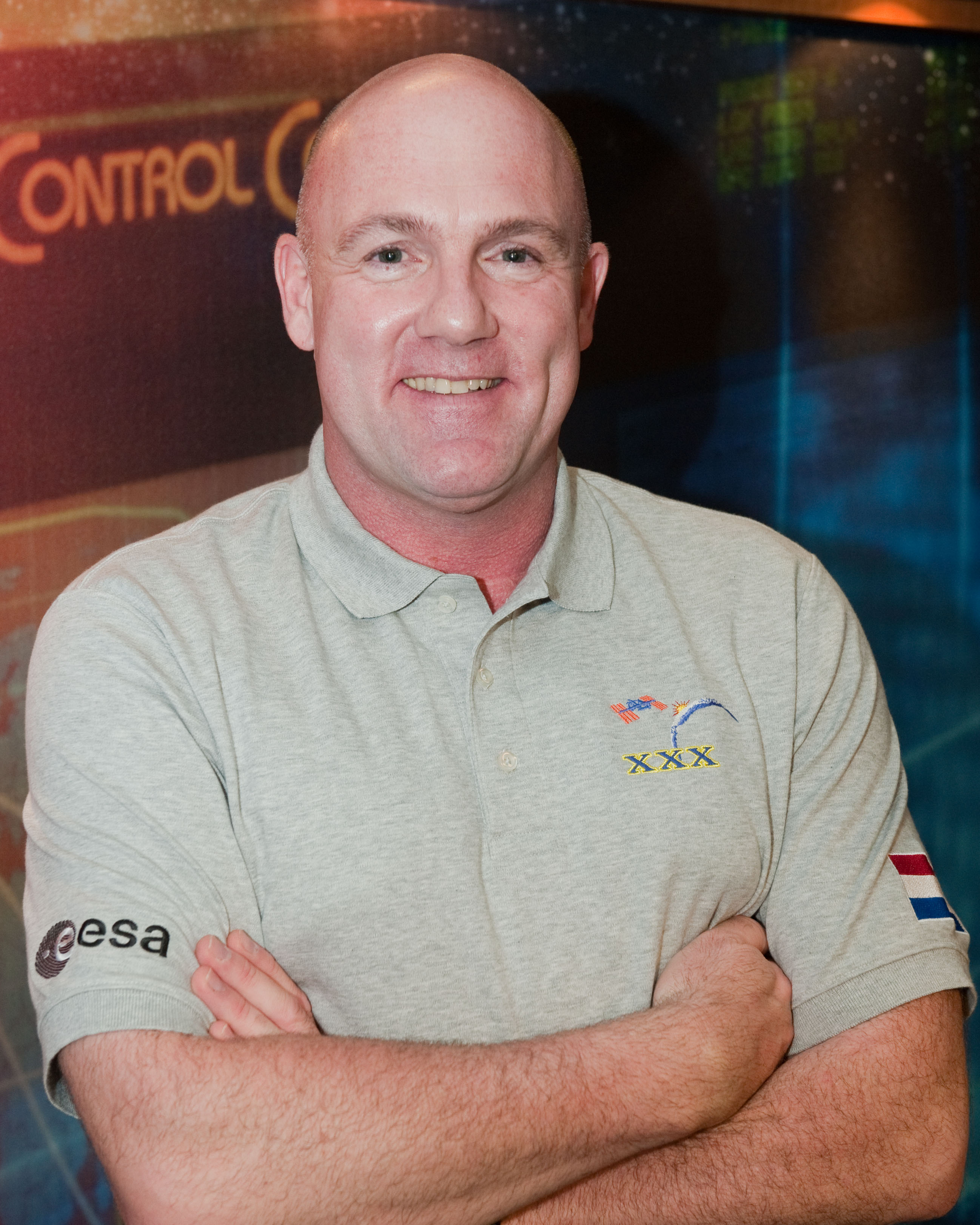
André Kuipers (2011)

André Kuipers dr. (hollandul: ɑndreɪ kœʏpərs) (Amszterdam, 1958. október 5.–) holland orvos, űrhajós.

## Életpálya
1987-ben az Amsterdami Egyetemen szerzett orvosi diplomát. Az Európai Űrügynökség (ESA) orvoskutató munkatársa. 2004-től az orvostudomány professzora.
1998. október 5-től részesült űrhajóskiképzésben. A második holland állampolgár, a harmadik holland születésű és az ötödik holland nyelvű űrhajós. 
Kiképzésben részesült a Jurij Gagarin Űrhajós Kiképző Központban. Két űrszolgálata alatt összesen 203 napot, 15 órát és 51 percet töltött a világűrben.

## Űrrepülések
- Szojuz TMA–4 űrhajón fedélzeti mérnökként indult az ISS fedélzetére. Első űrszolgálata alatt összesen 10 napot, 20 órát és 53 percet töltött a világűrben. 21 előírt kutatási, kísérleti programot végzett: élettan, biológia, mikrobiológia, orvostudomány, technológia, fizika és a Föld megfigyelés. Szojuz TMA–3 mentőegység fedélzetén tért vissza bázisára.
- Szojuz TMA–03M űrhajón fedélzeti mérnökként indult az ISS fedélzetére. Az első holland űrhajós, aki másodszor is teljesített szolgálatot a világűrben. Második űrszolgálata alatt összesen 192 napot, 18 órát és 58 percet töltött a világűrben. Az időszakos karbantartó munkálatok mellett elvégezték az előírt kutatási, kísérleti és tudományos feladatokat.

### Tartalék személyzet
- Szojuz TMA–3 fedélzeti mérnök
- Szojuz TMA–15 fedélzeti mérnök
- Szojuz TMA–02M fedélzeti mérnök